# Тамиск
Тами́ск (осет. Тæмискъ) — посёлок и бальнеологический курорт в Алагирском районе Республики Северная Осетия — Алания.
Входит в состав муниципального образования «Алагирское городское поселение».

## География
Посёлок расположен у устья горной реки Тамискдон (приток Ардона), на высоте около 730 метров над уровнем моря. Находится в 9 км к югу от районного центра — Алагир и в 45 км к юго-западу от города Владикавказ.
Климат умеренный континентальный. Зима мягкая, с неустойчивым снежным покровом; средняя температура в январе −4 °C. Лето тёплое; средняя температура в июле составляет +20 °C градусов. Осадков около 1050 мм в год, главным образом в апреле — октябре. Средняя годовая относительная влажность свыше 70 %. Преобладают северные и южные умеренные ветры.

## История
В июле 2018 года статус действующих населённых пунктов в составе Алагирского городского поселения, было официально присвоено посёлкам Тамиск и Цементный, расположенным к югу от города Алагир.

## Курорт
В 1937 году был основан курорт Тамиск, на базе которого ныне функционируют — профсоюзный санаторий (500 мест), детский санаторий, 2 пансионата, бальнеолечебница. Летом осуществляется амбулаторно-курсовочное лечение.
Основной природный лечебный фактор — сульфидные (от 22 до 200 мг/л сероводорода) сульфатные магниево-кальциевые (минерализация 2,4 г/л) воды, содержащие цинк, медь, йод, бром (около 50 источников и скважин; общий дебит около 5 млн. л/сут). Воду используют для ванн, орошений и питьевого лечения при заболеваниях органов движения и опоры, нервной системы, кожи, гинекологических, желудка и кишечника, печени и жёлчных путей. Наряду с бальнеотерапией применяют климатотерапию, лечебную физкультуру, диетотерапию, терренкур, физиотерапевтические процедуры.